# Jodi Benson

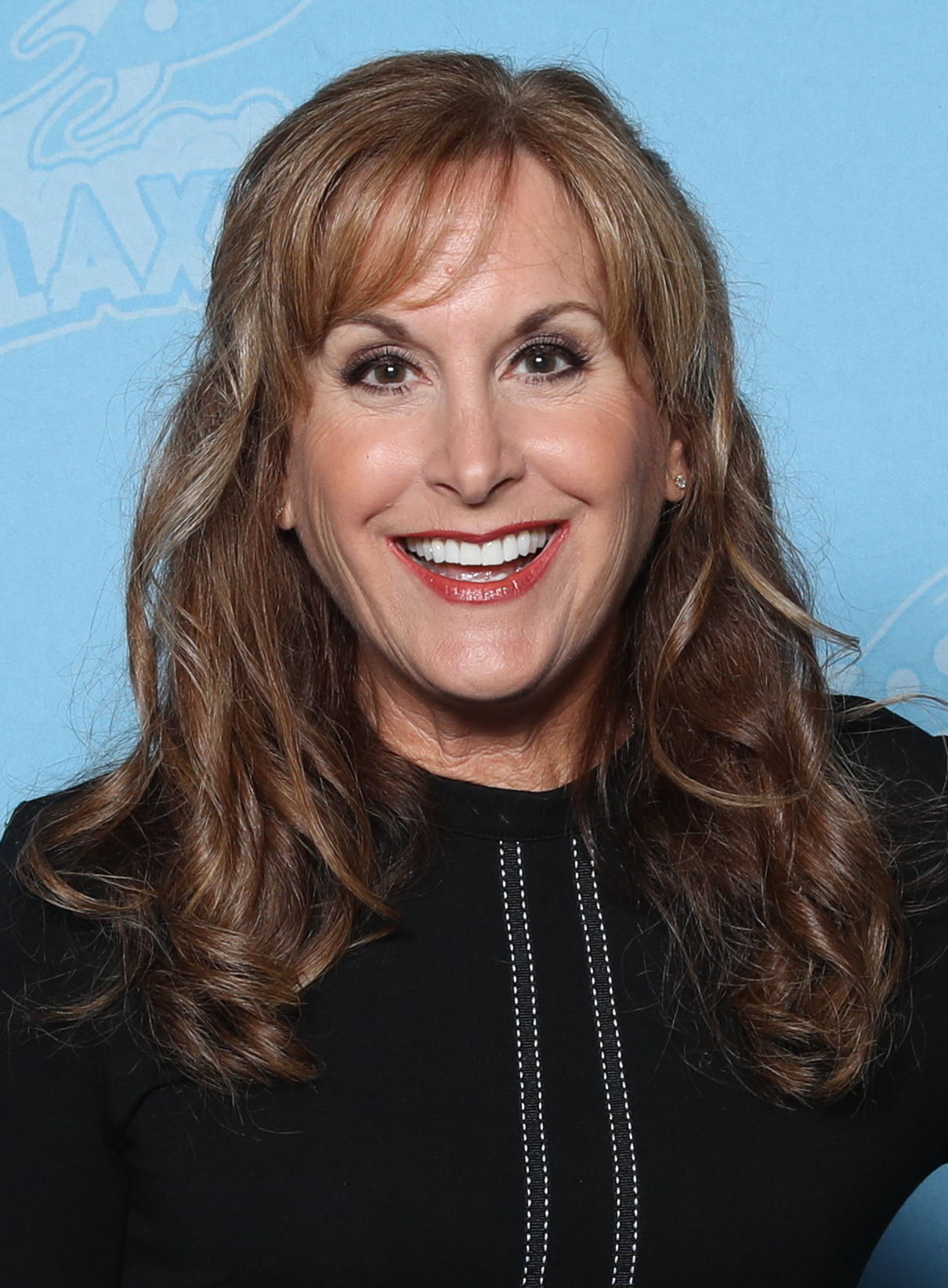
Jodi Benson (2019)

Jodi Marie Marzorati Benson (* 10. Oktober 1961 in Rockford, Illinois) ist eine US-amerikanische Schauspielerin, Synchronsprecherin und Sopranistin.

## Karriere
Jodi Benson begann bereits mit fünf Jahren zu singen. Sie studierte an der Millikin University in Decatur. In der Weihnachtspause im zweiten Studienjahr sprach sie für eine Rolle in einer Broadway Show vor und gewann den Job. 1992 gewann sie für ihre Rolle als Polly Baker in dem Musical Crazy for You einen Tony Award. Sie erlangte Anerkennung durch ihre Stimme in Filmen wie, Arielle, die Meerjungfrau, Toy Story, Däumeline und mehr. Bei der Europa-Premiere des Musicals My One and Only teilte sie ihre Bühne mit ihrem Mann Ray Benson. Für die Single Part of Your World erhielt sie eine 3-fache Platin-Auszeichnung in den USA, sowie eine Platinauszeichnung im UK.
Zusammen mit ihrem Mann hat sie zwei Kinder.

## Filmografie (Auswahl)
Darsteller
- 1991: Hunter (Fernsehserie, Folge 7x20 Cries of Silence)
- 1997: The American Experience (Fernsehserie, Folge 9x09 Gold Fever)
- 1997: Caroline in the City (Fernsehserie, Folge 3x06 Caroline and the Egg)
- 2003: The Brotherhood of Poland, New Hampshire (Fernsehserie, Folge 1x04 Sleeping Lions)
- 2007: Verwünscht
- 2023: Arielle, die Meerjungfrau (The Little Mermaid)

Synchronsprecher
- 1984: Nausicaä aus dem Tal der Winde (als Lastelles Mutter)
- 1989: Arielle, die Meerjungfrau (als Arielle)
- 1991–1993: Piraten unter dem Doppelmond (Fernsehserie, 21 Episoden, als Tula)
- 1992: P.J. Sparkles (als P.J. Sparkles)
- 1992: Disney’s Ariel the Little Mermaid (Videospiel, als Arielle)
- 1992: Dance! Workout with Barbie (als Barbie)
- 1992–1994: Arielle, die Meerjungfrau (als Arielle)
- 1994: Däumeline (als Däumeline)
- 1995: Mickey’s Fun Songs: Beach Party at Walt Disney World (als Arielle)
- 1995–1996: The Twisted Tales of Felix the Cat (Fernsehserie, 5 Episoden)
- 1997: Star Warped (Videospiel)
- 1997: Flubber (als Weebo)
- 1997: Ariel’s Story Studio (Videospiel, als Arielle und Vanessa)
- 1997: Die Weihnachtsgeschichte (als Belle)
- 1998: König Kong – Herr der Affen (als Ann Darrow)
- 1998: Pepper Ann (Fernsehserie, Folge 2x02 Cocoon Gables/Green-Eyed Monster, als Amber O’Malley)
- 1998: A Bug’s Life (Videospiel, als Atta)
- 1998–1999: Hercules (Fernsehserie, als Helena von Troja)
- 1999: Toy Story 2 (als Barbie)
- 1999: Wish Upon a Starfish (Kurzfilm, als Arielle)
- 1999: Giggles (als Arielle)
- 2000: Arielle, die Meerjungfrau 2 – Sehnsucht nach dem Meer (als Arielle)
- 2000: Expedition der Stachelbeeren (Fernsehserie, Folge 2x34 Cheetahs Never Prosper, als Mother Cheetah)
- 2000: Grandia II (Videospiel, als Millenia/Reena)
- 2000: Joseph – König der Träume (als Asenath)
- 2000: Batman of the Future (Fernsehserie, 2 Episoden, als Mareena Curry/Aquagirl)
- 2000: The Christmas Lamb (Fernsehfilm, als Abigail, Mary und Laura Lamb)
- 2001: Susi und Strolch 2: Kleine Strolche – Großes Abenteuer! (als Susi)
- 2001: Aladdin: Nasiras Rache (Videospiel, als Nasira)
- 2001: Mickys Größtes Weihnachtsfest (als Arielle)
- 2001–2002: Mickys Clubhaus (Fernsehserie, 3 Episoden, als Belle und Arielle)
- 2002: Balto – Auf der Spur der Wölfe (als Jenna)
- 2002: Kingdom Hearts (Videospiel, als Arielle)
- 2002: 101 Dalmatiner Teil 2 – Auf kleinen Pfoten zum großen Star! (als Anita)
- 2002: Rapsittie Street Kids: Believe in Santa (als Lenee)
- 2003: Kids’ Ten Commandments: Toying with the Truth (als Leila und Martha)
- 2003: Kids’ Ten Commandments: The Rest Is Yet to Come (als Leila und Martha)
- 2003: Kids’ Ten Commandments: The Not So Golden Calf (als Leila und Martha)
- 2003: Kids’ Ten Commandments: Stolen Jewels, Stolen Hearts (als Leila, Martha und Sarah)
- 2003: Kids’ Ten Commandments: A Life and Seth Situation (als Leila und Martha)
- 2003: Mickey’s PhilharMagic (als Arielle)
- 2003–2004: Duck Dodgers (Fernsehserie, 2 Episoden, als Princess Incense und Captain Torelli)
- 2004: Onimusha 3: Demon Siege (Videospiel, als Mutter)
- 2004: Disney Princess Sing-Along Songs: Once Upon a Dream (als Arielle)
- 2004: Balto – Sein größtes Abenteuer (als Jenna)
- 2004–2006: Grim & Evil (Fernsehserie, 3 Episoden, als Blue Fairy, Wife Alligator, Lady Admirer und Rich Mom)
- 2005: Disney Princess Party: Volume Two (als Arielle)
- 2005: Kingdom Hearts II (Videospiel, als Arielle und Vanessa)
- 2005–2007: Camp Lazlo (Fernsehserie, 18 Episoden, Patsy Smiles, Patsy, Almondine und Ms. Doe)
- 2006: God Made Music (als Narrator)
- 2007: Kingdom Hearts II: Final Mix+ (Videospiel, als Arielle)
- 2007: Disney Princess: Magical Jewels (Videospiel, als Arielle)
- 2007: Disney Prinzessinnen: Märchenhafte Reise (Videospiel, als Arielle)
- 2008: Arielle, die Meerjungfrau – Wie alles begann (als Arielle)
- 2010: Toy Story 3 (als Barbie)
- 2011: Die kleine blaue Lokomotive (als Jillian)
- 2011: Toy Story Toons (Fernsehserie, Folge 1x01 Urlaub auf Hawaii, als Barbie)
- 2011: Kinect Disneyland Adventures (Videospiel, als Arielle)
- 2012: Sorcerers of the Magic Kingdom (Videospiel, als Arielle)
- 2012: Das Geheimnis der Feenflügel (als Heilerfee)
- 2012: Disney Princess: My Fairytale Adventure (Videospiel, als Arielle)
- 2013: Sofia die Erste – Auf einmal Prinzessin (Fernsehserie, Folge 1x22 The Floating Palace, als Arielle)
- 2015: Star gegen die Mächte des Bösen (Fernsehserie, Folge 1x10 St. Olga’s Reform School for Wayward Princesses, als singender Lehrer)
- 2016: Clarence (Fernsehserie, Folge 2x15 The Tails of Mardrynia, als Diana)
- 2018: Chaos im Netz (als Arielle)
- 2019: A Toy Story: Alles hört auf kein Kommando (als Barbie)